# Pachydissus papuanus
Pachydissus papuanus es una especie de escarabajo longicornio del género Pachydissus, tribu Cerambycini, subfamilia Cerambycinae. Fue descrita científicamente por Gressitt en 1959.

## Descripción
Mide 23-26,5 milímetros de longitud.

## Distribución
Se distribuye por Papúa Nueva Guinea.